# Саїд бін Ахмед
Саїд бін Ахмед (араб. سعيد بن أحمد; нар. 1741 — 1811) — імам і султан Оману в 1783—1786 роках.

## Життєпис
Походив з династії Бусаїдів. Другий син імама й султана Ахмеда бін Саїда. 1775 року отримав від батька титул султана та управління. Але 1781 року проти Саїда повстали його брати Саїф і Султан, який зрештою змогли схопити Саїда й запроторити його до форту аль-Джалалі. У 1782 році Ахмед бін Саїд повернувся до Маскату, де взяв в облогу синів в аль-Джалалі. В цей час Саїд підкупив тюремника і втік з полону. Невдовзі брати Саїда здалися.
У 1783 році після смерті Ахмеда бін Саїда успадкував титул імама Оману і зайняв столицю держави — Рустак. Але проти нього знову повстали брати Саїф і Султан, якім надав допомогу Сакара, шейх племені шемаль. Вороги Саїда захопили міста Хамра, Шарджу, Рамс і Хор-Факкан. Проте Саїд бін Ахмед продовжив боротьбу.
Зрештою Саїф відплив до Східної Африки, маючи намір стати там незалежним правителем, але незабаром помер, а його брат Султан втік до Белуджистану, де отримав від місцевого правителя у володіння приморське місто Гвадур.
Саїд ставав все більш непопулярним. Наприкінці 1785 року група знаті обрала імамом його брата Кайса ібн Ахмеда, намісника Сухару. Але це повстання було придушене.
У 1786 році Хамад, другий син Саїда, підняв заколот проти свого батька. Доволі швидко ворохобники захопили форти аль-Джалілі і аль-Мірані, за цим зайняли Маскат. Потім один за іншим інші фортеці в Омані стали переходити на бік Хамада. Він прийняв титул сейїда й султана. Саїд бін Ахмед залишився в Рустаці і зберіг титул імама, але не мав реальної влади в державі. Багато племен відмовилися визнавати це рішення, внаслідок чого держава фактично розпалася на ворогуючі між собою імамат Оман (внутрішні райони країни) і султанат Маскат (її прибережна частина).
У 1792 році після смерті Хамада фактично поступився владою братові султану. Влада Саїда бін Ахмеда поширювалася на область навколо рустаку. Він помер тут в 1811 році.